# Hniszów
Hniszów (prononciation : [ˈxniʂuf]) est un village polonais de la gmina de Ruda-Huta dans le powiat de Chełm de la voïvodie de Lublin dans l'est de la Pologne, à la frontière avec l'Ukraine.
Il se situe à environ 19 kilomètres au nord-est de Chełm (siège du powiat) et 79 kilomètres à l'est de Lublin (capitale de la voïvodie).
Le village comptait approximativement une population de 200 habitants en 2006.

## Histoire
De 1975 à 1998, le village est attaché administrativement à la voïvodie de Chełm.

Depuis 1999, il fait partie de la voïvodie de Lublin.

## Galerie

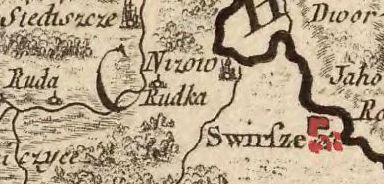
Hniszów (Nizow) sur la carte de la République (Rizzi Zannoni) en 1772.
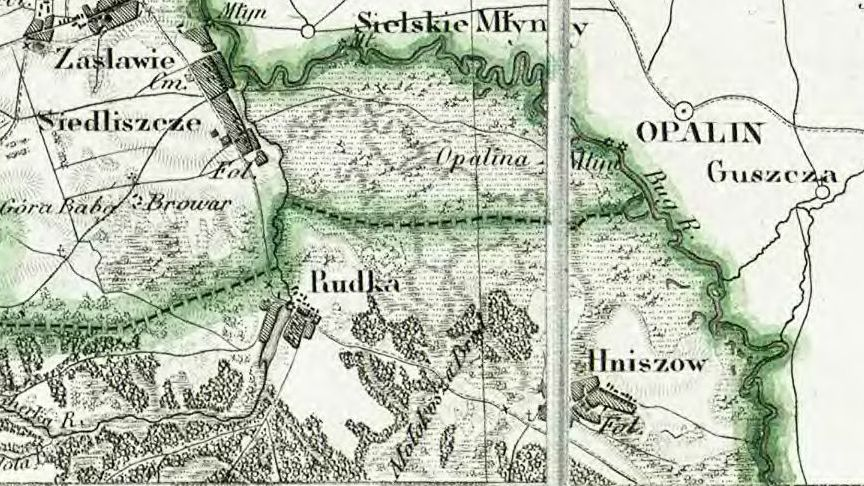
Hniszów sur une carte topographique du Royaumede Pologne de 1839.
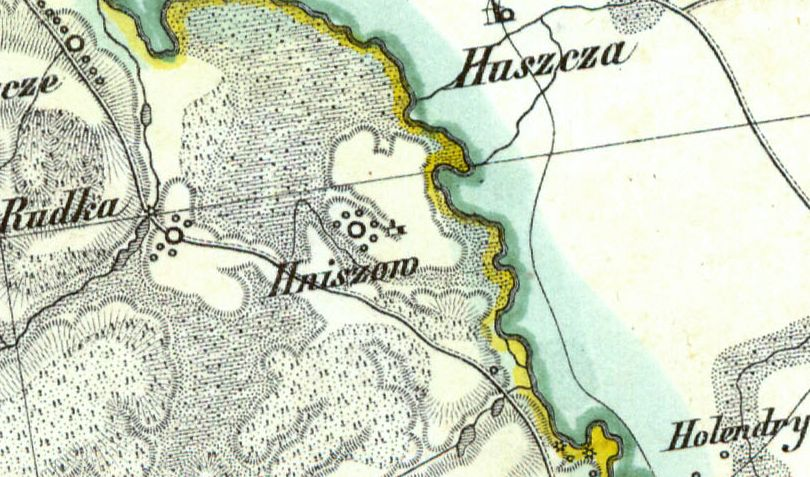
Hniszów sur la carte D. G. Reymann (environ moitié du XIXe siècle).
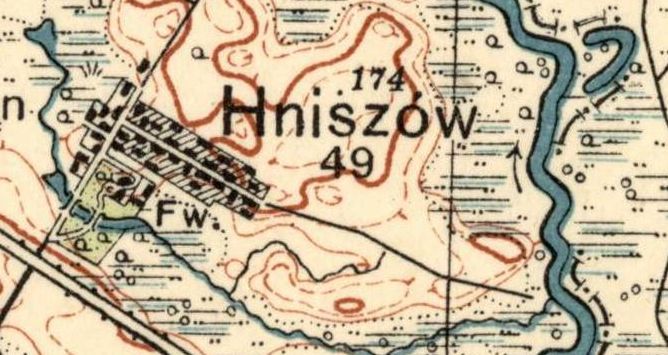
Hniszów sur la carte de l'Institut géographique militaire de 1933.